# Skin 4
Skin 4 är en träskulptur av Mehmet Ali Uysal som föreställer en – nio meter hög – klädnypa. Namnet ska anspela på att verket "nyper tag" i jordens tunna skinn.
Verket – som beställdes av Umeå kommun med stöd av Balticgruppen inför kulturhuvudstadsåret 2014 – är producerat av granvirke av träförädlingsföretaget Martinsons i Bygdsiljum. Varianter av verket finns även i Liege, New York, Nicey-sur-Aire och Paris.
Konstnären Mehmet Ali Uysal är född 1976 i Mersin, Turkiet och är, efter studier i Ankara och Bourges (Frankrike), numera verksam som lärare vid institutionen för konst och musik vid Mellanösterns tekniska universitet i Ankara.